# Overture!
『overture!』（オーバーチュア）は、Winkの12枚目のオリジナル・アルバム。1994年7月1日にポリスターより発売された。

## 概要
アルバムのテーマは ″Wink meets the 60's″。新しくもどこか懐かしさを感じさせる、1960年代に流行った洋楽のサウンドをモチーフとしたアルバム。これまでの作品に見られた打ち込み中心のサウンドとは異なり、バンド・サウンドをベースにマージー・ビート、フォークソングなどが採り入れられている。
シングル「いつまでも好きでいたくて」のほか、「トゥインクル トゥインクル」はオリジナル・ヴァージョン（シングル・ヴァージョンと同一）と60'sヴァージョンを収録。それまでのアルバムには洋楽のカバーが1曲以上収録されていたが、本作と次作『voce』は全てオリジナルの楽曲で構成されている。
前年の1993年に続き、資生堂「プルミエ エアフィール」にWink本人達が出演及びCMソングを担当したが、その楽曲はCMオリジナル曲であり、本アルバムに未収録である。また「トゥインクル トゥインクル」が2ヴァージョン収録されたため、実質的に楽曲は9曲となり、Winkの全フル・アルバムの中で唯一10曲ではないアルバムとなった（他のオリジナル・フル・アルバムは全て10曲）。
同年8月13日から、1994 concert tour ″overture!″ がスタートした。
デビュー・シングルから、これまで一貫してジャケット・デザインを担当していた河原勝（松田聖子、中山美穂、大西結花他のジャケット・デザイン）から、先行シングル「トゥインクル トゥインクル」より別のデザイナーとなるDIAMOND HEADSに変わった。またこれ以降はジャケット・デザインを担当するデザイナーが流動的となった。
2014年1月15日にはBlu-spec CDが、2018年9月12日には「いつまでも好きでいたくて」「トゥインクル トゥインクル」のカップリング曲を追加収録したオリジナル・リマスター盤UHQCDが発売された。また、同日にレコチョク、およびe-onkyo music（オンキヨー）、mora（レーベルゲート）などの音楽配信サイトでハイレゾ版（96kHz/24bit）を含むダウンロードアルバムの配信が開始された。

## 収録曲

### 1994年盤／2014年盤
| #         | タイトル                                        | 作詞       | 作曲           | 編曲           | 時間  |
| --------- | ----------------------------------------------- | ---------- | -------------- | -------------- | ----- |
| 1.        | 「ケ・セラ・セラヴィ」                          | 芹沢類     | 杉真理         | Brett Raymond  | 4:00  |
| 2.        | 「昔みたい」                                    | 芹沢類     | 門倉有希       | Brett Raymond  | 4:09  |
| 3.        | 「You're my rainy day」                         | 芹沢類     | 風戸有人       | Brett Raymond  | 4:26  |
| 4.        | 「トゥインクル トゥインクル」(60's Version)     | 秋元康     | ジェイムス下地 | 門倉有希       | 4:37  |
| 5.        | 「いつまでも好きでいたくて」                    | 秋元康     | 加藤和彦       | 門倉聡         | 4:41  |
| 6.        | 「思い出の味方」                                | 秋元康     | 財津和夫       | Brett Raymond  | 4:06  |
| 7.        | 「兵士の休日」                                  | 相田翔子   | 相田翔子       | 門倉有希       | 5:12  |
| 8.        | 「Tasty」(Acoustic Version)                     | 芹沢類     | 斉藤英夫       | 斉藤英夫       | 3:44  |
| 9.        | 「days」                                        | 鈴木早智子 | 大平勉         | Brett Raymond  | 4:29  |
| 10.       | 「トゥインクル トゥインクル」(Original Version) | 秋元康     | ジェイムス下地 | ジェイムス下地 | 4:15  |
| 合計時間: | 合計時間:                                       | 合計時間:  | 合計時間:      | 合計時間:      | 43:45 |

### 2018年盤
| #         | タイトル                                        | 作詞       | 作曲           | 編曲           | 時間  |
| --------- | ----------------------------------------------- | ---------- | -------------- | -------------- | ----- |
| 1.        | 「ケ・セラ・セラヴィ」                          | 芹沢類     | 杉真理         | Brett Raymond  | 3:59  |
| 2.        | 「昔みたい」                                    | 芹沢類     | 門倉有希       | Brett Raymond  | 4:10  |
| 3.        | 「You're my rainy day」                         | 芹沢類     | 風戸有人       | Brett Raymond  | 4:25  |
| 4.        | 「トゥインクル トゥインクル」(60's Version)     | 秋元康     | ジェイムス下地 | 門倉有希       | 4:37  |
| 5.        | 「いつまでも好きでいたくて」                    | 秋元康     | 加藤和彦       | 門倉聡         | 4:41  |
| 6.        | 「思い出の味方」                                | 秋元康     | 財津和夫       | Brett Raymond  | 4:06  |
| 7.        | 「兵士の休日」                                  | 相田翔子   | 相田翔子       | 門倉有希       | 5:12  |
| 8.        | 「Tasty」(Acoustic Version)                     | 芹沢類     | 斉藤英夫       | 斉藤英夫       | 3:44  |
| 9.        | 「days」                                        | 鈴木早智子 | 大平勉         | Brett Raymond  | 4:29  |
| 10.       | 「トゥインクル トゥインクル」(Original Version) | 秋元康     | ジェイムス下地 | ジェイムス下地 | 4:17  |
| 11.       | 「Tasty」(Single Version / Bonus Track)         | 芹沢類     | 斉藤英夫       | 斉藤英夫       | 3:45  |
| 12.       | 「愛を奪って 心縛って」(Bonus Track)            | 吉元由美   | 井上大輔       | 門倉聡         | 4:28  |
| 合計時間: | 合計時間:                                       | 合計時間:  | 合計時間:      | 合計時間:      | 52:00 |

### 曲解説
1. ケ・セラ・セラヴィ
2. 昔みたい
3. You're my rainy day
4. トゥインクル トゥインクル (60's Version)
  - 21枚目のシングル表題曲のアルバムバージョン。
5. いつまでも好きでいたくて
  - 20枚目のシングル表題曲。
6. 思い出の味方
7. 兵士の休日
  - 相田翔子ソロ
8. Tasty (Acoustic Version)
  - 「トゥインクル トゥインクル」のカップリング曲のアルバムバージョン。
9. days
  - 鈴木早智子ソロ
10. トゥインクル トゥインクル (Original Version)